# Turbulence and Pulse
Turbulence and Pulse ist ein Musikalbum von Asher Gamedze. Die Aufnahmen entstanden im Mai 2021 in den Sound and Motion Studios, Kapstadt, außer den „Live in Cairo“-Sessions (Bonustracks), die im November 2020 auf dem CILAS-Dach in Kairo aufgenommen wurden. Das Album erschien am 5. Mai 2023 auf International Anthem und dem Johannesburger Label Mushroom Hour Half Hour.

## Hintergrund
Gamedzes von der Kritik gefeiertes Debütalbum Dialectic Soul wurde auf dem Höhepunkt der COVID-19-Pandemie im Juli 2020 veröffentlicht. Rund um die Veröffentlichung dieses Albums nahm er mit seinem Freund und Schriftsteller Teju Adeleye an einer gemeinsam organisierten Online-Diskussion „Poesis“ teil, u. a. mit dem Historiker Robin D.G. Kelly als Teilnehmer. Einer der bemerkenswerten Kommentare in dieser Sitzung stammte von dem Dichter und Gelehrten Fred Moten, der Gamedzes Trommeln als ein „erstaunliches Wechselspiel zwischen Turbulenz und Puls“ beschrieb, notierte der Musikjournalist Atiyyah Khan in den Liner Notes des Albums. „Der Puls soll regulieren und auch regelmäßig sein, aber die Turbulenzen darunter und darüber sind einfach außergewöhnlich.“ Moten fügte hinzu, dass dieses Konzept ein grundlegendes Element des perkussiven Ansatzes in der schwarzen Musik im weiteren Sinne sei. Turbulence and Pulse leitet seinen Titel von diesem Moment der Synchronizitäten ab. Inspiriert von dieser Beschreibung entwickelte Gamedze die Metapher weiter und erweiterte das Konzept von „Turbulenz und Puls“ durch die Linse der Geschichte. Gamedze erklärt das Konzept des Albums folgendermaßen:
„Zeit in der Musik ist eine Metapher für das Nachdenken über die Zeit in der Geschichte und wie sich die Zeit bewegt. Die Art und Weise, wie uns Geschichte beigebracht wird, ist im Allgemeinen so, dass die Menschen ihrer Entscheidungsfreiheit beraubt werden, sich selbst als Teil der Geschichte und ihrer Entwicklung vorzustellen. Es ist etwas, das uns passiert. Ich denke, das ist eine produktive Metapher, denn das Zeitgefühl in der Musik entsteht durch das Zusammenspiel von Musikern. Wenn wir das verwenden können, um über Geschichte und Zeit in der Geschichte nachzudenken, können Sie sehen, dass Geschichte tatsächlich von einer ganzen Reihe von Arten von Menschen geschaffen wird. Im Kern wird historische Bewegung von Menschen geschaffen, die sich organisieren und gemeinsam handeln, sei es für progressive oder reaktionäre Zwecke.“
Das Album beginnt mit „Wynter Time“, einer neunminütigen Erkundung, bei der Gamedze von Thembinkosi Mavimbela am Bass, Robin Fassie an der Trompete und Buddy Wells am Saxophon begleitet wird, wie auch bei den weiteren neun Stücken. Das Lied ist der jamaikanischen Schriftstellerin, Philosophin und Essayistin Sylvia Wynter, Autorin des Buches Black Metamorphosis, gewidmet. Das Video zum Song unter der Regie von Adrian Van Wyk thematisiert den Kampf gegen die Entwicklung des Unternehmens Amazon in Kapstadt. Das Another Time Ensemble auf den Bonustracks (11–13) bestand neben Asher Gamedze (Schlagzeug) aus Maurice Louca (Synthesizer), Adham Zidan (Bass), Alan Bishop (Altsaxophon) und Cherif El-Masri (Gitarre).

## Titelliste
- Asher Gamedze: Turbulence and Pulse (International Anthem)

1. Turbulence’s Pulse
2. Wynter Time
3. Locomotion
4. If It Rains. To Pursue Truth
5. Melancholia
6. Alibama (Traditional)
7. Can’t See The Sun
8. Sometimes I Think To Myself
9. Out Stepped Zim
10. Underground Formation
11. Melancholia (Live in Cairo)
12. If It Rains. To Pursue Truth (Live in Cairo)
13. Out Stepped Zim (Live in Cairo)

Wenn nicht anders vermerkt, stammen die Kompositionen und Arrangements von Asher Gamedze. „Alibama“ ist ein Traditional, arrangiert von Asher Gamedze und Robin Fassie.

## Rezeption
Der Opener „Turbulence's Pulse“ gebe den Ton an mit einem forschenden Piano und einem monotonen Gesang, der uns daran erinnere, dass „turbulente Zeiten extreme Maßnahmen erfordern …“, schrieb John Morrison in Daily Bandcamp. Gamedzes Schlagzeugmuster hier ist ein lockerer, schwingender Anker, der die Musik zusammenhält, während der Sprecher darüber nachdenkt wie sowohl die musikalische Zeit als auch die historische Zeit von Menschen geschaffen werden, die zusammenarbeiten. Gamedzes Ensemble kontrastiere die feurigeren Stücke mit sanfteren, kontemplativeren Momenten und sei in der Lage, Melodien wie „Melancholia“ und „Out Stepped Zim“ mit großer Sensibilität und Liebe zum Detail zu spielen. Jazzimprovisation als musikalische Metapher für liberale Demokratievorstellungen sei mittlerweile ein abgedroschenes und weit verbreitetes Klischee. Trotzdem lasse sich etwas Wichtiges daraus entnehmen, „wie diese Musik uns gelehrt hat, zusammenzuarbeiten, um unsere Zustände zu ändern.“
Tobi Müller schrieb im Tagesspiegel, Jazz aus Südafrika komme wieder öfter im Norden [der Erdkugel] an. Beim Schlagzeuger Asher Gamedze könne man hören warum: sein musikalisches Gerüst klinge nach bluesig bis folkig grundiertem Modern Jazz der frühen Sechzigerjahre, aber die zeitgenössische Sehnsucht nach Spiritualität schwinge eifrig mit. Ob Jazz, von einem klassischen Quartett gespielt, so viele politische Botschaften vermitteln kann, sei eher Glaubenssache. Das Resultat mache aber so oder so viel Freude.